# Polysomie (Kristallographie)
Als Polysomie (polysomatism) bezeichnet man in der Kristallographie und Mineralogie die Erscheinung, dass kristalline Verbindungen unterschiedlicher Zusammensetzung als Kombination eines Sets aus selten mehr als zwei Baueinheiten (Strukturblöcke, building blocks) mit unterschiedlicher chemischer Zusammensetzung beschrieben werden können. Durch Kombination dieser Baueinheiten in unterschiedlicher Anzahl erhält man eine Polysomatische Reihe (polysomatic series) strukturell verwandter, kristalliner Verbindungen unterschiedlicher Zusammensetzung.
Die einzelnen Verbindungen einer polysomatischen Reihe bezeichnet man als Polysom (polysome) und diese sind, wenn sie natürlich vorkommen, verschiedene Minerale. Bei der Benennung dieser Minerale werden polysomatische Symbole als Suffix verwendet, die die Anzahl und Art der Module angeben, die sich in der Struktur abwechseln. Alte, etablierte Namen solcher Minerale werden jedoch nicht an dieses Namensschema angepasst.
Der Begriff Polysom leitet sich von den altgriechischen Worten πολύ polý für ‚viel‘ und το σῶμα sṓma ‚Körper‘ ab und wurde 1978 von James Burleigh Thompson eingeführt.

## Abgrenzungen
Polytype sind Strukturvarianten eines Minerals, die als Kombination nur einer Baueinheit in unterschiedlicher Orientierung beschrieben werden können. Wie Polysome haben Polytype unterschiedliche Symmetrie und Gitterkonstanten. Anders als Polysome haben Polytype aber die gleiche Zusammensetzung und sind keine unterschiedlichen Minerale. Ein bekanntes Beispiel sind die verschiedenen Polytype der Glimmer sowie die zahlreichen Polytype von Siliciumcarbid.
Polymorphie bezeichnet das Phänomen, dass eine chemische Verbindung in komplett verschiedenen Strukturen kristallisiert. Wie Polysome haben Polymorphe verschiedene Symmetrien und Gitterkonstanten und werden als verschiedene Minerale betrachtet. Anders als Polysome haben Polymorphe die gleiche chemische Zusammensetzung und ihre Strukturen müssen keinerlei Verwandtschaft aufzeigen. Zu den bekanntesten Beispielen aus der Mineralogie gehört die Verbindung Al2SiO5, die in der Natur mit drei verschiedenen Strukturen als Andalusit, Sillimanit oder Kyanit vorkommt.

## Beispiele

### Kristallographische Scherstrukturen
Magneli-Phasen
Bereits Anfang der 1950er Jahre wurden Wolfram- und Molybdänoxide mit ReO3-Struktur beschrieben, deren Zusammensetzungen leicht von der idealen Zusammensetzung abweichen. Arne Magnéli beschrieb sie 1953 als "homologe Reihe" von Verbindungen der Zusammensetzungen MnO3n-1, z. B. Mo8O23, Mo9O26, (Mo,W)10O29, (Mo,W)11O32 und W20O59. Strukturell erklärte er diese Reihe mit Schichten mit ReO3-Struktur, in denen Mo und W oktaedrisch von Sauerstoff umgeben sind und diese Koordinationsoktaeder über alle 6 Ecken miteinander zu einem Oktaedergerüst verbunden sind. Diese (W,Mo)O3-Einheiten sind regelmäßig durch Versetzungen entlang einer Ebene unterbrochen. An diesen Versetzungen sind die (W,Mo)O-Oktaeder über gemeinsame Kanten verbunden, was zu einer Reduzierung der Sauerstoffgehalte der Verbindung führt. Die verschiedenen Verbindungen der "homologen Reihe" resultieren aus unterschiedlichen Dicken der (W,Mo)O3-Schichten.
Wadsley-Roth-Phasen
Mitte der 1960er Jahre beschrieben die australischen Mineralogen Roth und Wadsley in Melbourne eine Gruppe von ähnlichen Niob-Wolfram-Oxiden. Strukturell sind sie aus Blöcken mit ReO3-Struktur (eckenverknüpfte Oktaeder) aufgebaut, die an vier Seiten durch Schichten kantenverknüpfter Oktaeder begrenzt sind. Wolfram an den Ecken dieser Säulen ist tetraedrisch von 4 Sauerstoffen umgeben. Diese Roth-Wadsley-Verbindungen sind elektrisch leitfähig und können kleine Ionen wie Lithium (Li+) aufnehmen, ohne sich dabei wesentlich auszudehnen. Seit den 2000er Jahren werden sie intensiv erforscht als Anodenmaterial für schnelladefähige Lithium-Ionen-Akkumulatoren mit besonders hoher Kapazität und Haltbarkeit.

### Hexagonale Ferrite
J. A. Kohn und D. W. Eckart vom U.S. Army Electronics Laboratories untersuchten Mitte der 1960er Jahre Hexagonale Ferrite, die wegen ihres Ferrimagnetismus als Permanentmagnete genutzt werden, z. B. Bariumferrit BaFe12O19. Bei Zugabe von Oxiden zweiwertiger Übergangsmetalle beobachteten sie die Bildung einer Reihe neuer Verbindungen, die sich aus der geordneten Kombination von zwei Schichten mit Magnetoplumbitstruktur (BaFe12O19) und unterschiedlich vielen Schichten mit verwandter Struktur und der Zusammensetzung Ba2Zn2Fe12O22 beschreiben lassen. Kohn und Eckart führten für diese Verbindungen die Bezeichnung "Polytype verschiedener Schichten" (mixed-layer polytypes) ein. Sie beschrieben noch eine zweite Reihe von Ferriten, die sich aus der Stapelung von einer Schicht mit Spinellstruktur (Zn2Fe4O8) und unterschiedlich vielen Bariumferrit-Schichten ergibt.

### Biopyribole
Die Begriffe Pyribole und Biopyribole führte Albert Johannson von der University of Chicago im Jahr 1911 für seine Klassifikation von magmatischen Gesteinen ein. Pyribole verwendete er als Sammelbezeichnung aller Pyroxene und Amphibole im Gestein, Biopyribole für alle trioktaedrischen Glimmer (Biotit), Pyroxene und Amphibole.
James B. Thompson griff diese Begriffe 1978 wieder auf und gab ihnen eine kristallchemische Bedeutung. Er bezeichnete die Glieder der polysomatischen Reihen von Pyroxenen über Amphibole zu Glimmern (Biotit) als Biopyribole. So lässt sich das Orthoamphibol Anthophyllit (☐Mg2Mg5Si8O22(OH)2) als Polysom der Reihe Enstatit (Mg4Si4O12) – Talk (Mg3Si4O10(OH)2) beschreiben, in dem sich Pyroxen-Schichten (P) mit Talk-Schichten (M) in der Folge MP–MP... abwechseln. Weitere, komplexere Polysome dieser Reihe sind Chesterit (Mg17Si20O54(OH)6) mit der Schichtfolge MMP–MP und das Zweier-Dreifachkettensilikat Jimthompsonit (Mg10Si12O32(OH)4) mit der Schichtfolge MMP. Weitere Beispiele sind Tremolit, ein MP-Polysom der Reihe Diopsid – Talk und die Hornblende Edenit, ein MP-Polysom der Reihe Diopsid – Aspidolith.
Bei transmissionselektronenmikroskopischen Untersuchungen von calciumarmen Biopyribolen konnten noch zahlreiche weitere Polysome dokumentiert werden wie z. B. MP–MMP–MMP, MP–MP–MP–MMP–MMP–MMP oder MP–MP–MMP–MMMP sowie teilweise bis vollständig ungeordnete Schichtabfolgen mit Bereichen mit 4, 5, 6 und in Einzelfällen über 300 aufeinanderfolgenden Talkschichten.